# El club social de Cheyenne
 El club social de Cheyenne  (títol original en anglès: The Cheyenne Social Club) és una pel·lícula dels Estats Units, dirigida i produïda per Gene Kelly i estrenada el 1970. Ha estat doblada al català.
Dos anys després de Els cinc fugitius, la pel·lícula de Vincent McEveety on James Stewart, el xèrif de Firecreek i Henry Fonda, al capdavant de les brigades armades que terroritzaven la petita ciutat, s'enfrontaven, Gene Kelly va reunir de nou aquest duo d'actors en aquesta comèdia on són, aquesta vegada, inseparables amics.

## Argument
El 1867, John O'Hanlan (James Stewart) i el seu inseparable acòlit Harley Sullivan (Henry Fonda) són dos cowboys molt joves però dues personalitats apassionades i felices en el seu ofici, actuant a Texas.
Un dia, John O'Hanlan rep una carta d'un advocat de Cheyenne, a Wyoming; s'assabenta així com el seu difunt germà, un ésser poc recomanable, li deixa un bé en herència, sota el nom Cheyenne Social Club.
Ell, que l'únic patrimoni que té és el seu cavall, es convertirà doncs en propietari i, sense trigar més, marxa a cavall a Wyoming, acompanyat del seu amic Harley Sullivan, per a un periple de 1600 km. Arribats a la destinació després d'aquest llarg viatge, descobreixen que el Cheyenne Social Club  és un prostíbul. Home virtuós, John O'Hanlan queda trasbalsat i decideix fer fora les encantadores senyoretes de l'establiment i reconvertir-lo en una honorable pensió de família.
És sense comptar amb la determinació de les noies i dels notables; posaran en marxa una minirevolució a Cheyenne.

## Repartiment
- James Stewart: John O'Hanlan
- Henry Fonda: Harley Sullivan
- Shirley Jones: Jenny
- Jackie Joseph: Annie Jo
- Sue Ane Langdon: Opal Ann
- Elaine Devry: Pauline
- Robert Middleton: Barkeep
- Dabbs Greer: Jedediah W. Willowby
- Robert J. Wilke: Corey Bannister
- Carl Reindel: Pete Dodge
- Charlotte Stewart: Mae
- Jean Willes: Alice

## Premis i nominacions
Nominacions
- 1971: Script Guild of America per la millor comèdia escrita directament pel cinema[3]